# Могила Вергилия
«Могила Вергилия» (англ. Virgil's Tomb) — три картины английского художника Джозефа Райта, написанные в 1779, 1782 и 1785 годах, относящиеся к результатам его итальянского тура в 1773—1775 годы. На них изображено разрушенное строение в окрестностях Неаполя, традиционно считающееся могилой эпического поэта Вергилия. Самая ранняя картина из трёх содержит в себе фигуру Силия Италика, чуть более позднего поэта, известного поклонника Вергилия.
Картины «залиты угнетающим лунным светом», что не очень характерно для Райта.

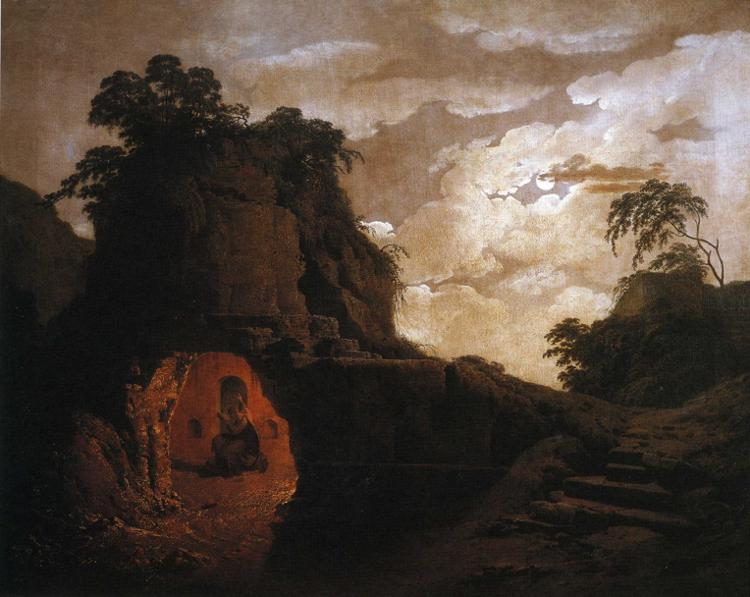
Версия 1779 года, с фигурой Силия; находится в частной коллекции
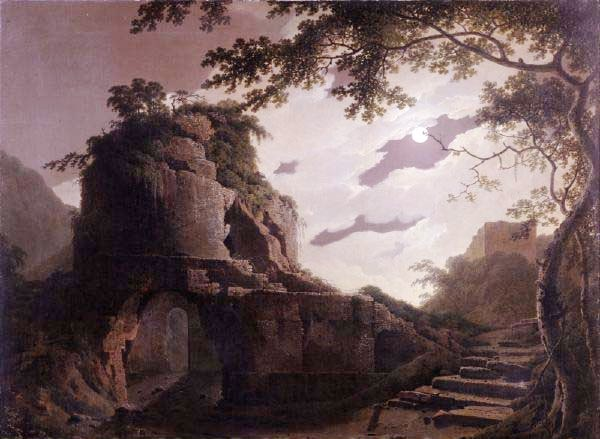
Версия 1782 года; находится в Музее и художественной галерее Дерби
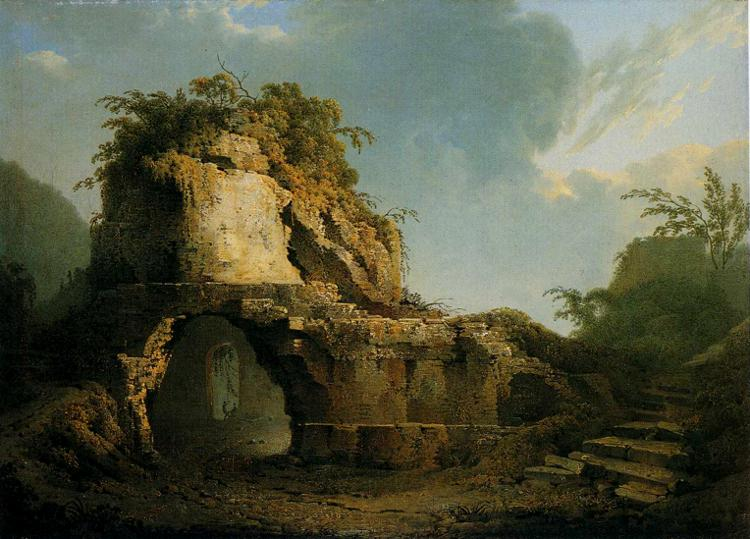
Версия 1785 года, «солнце пробивается сквозь облака»; находится в Ольстерском музее